# Everything Everywhere All at Once
Pour plus de détails, voir Fiche technique et Distribution.
Everything Everywhere All at Once, ou Tout, partout, tout à la fois au Québec, est un film américain co-écrit et co-réalisé par Daniel Kwan et Daniel Scheinert, sorti en 2022.
Comédie dramatique d'aventure et de science-fiction, le film met en vedette Michelle Yeoh, Ke Huy Quan, Stephanie Hsu, James Hong, Jamie Lee Curtis, Jenny Slate et Harry Shum Jr.
Le film suit une femme sino-américaine usée par la vie et qui est emportée dans une aventure irréelle où elle doit sauver ce qui est important pour elle en se connectant aux vies qu'elle aurait pu avoir dans d'autres univers parallèles.
Le film est remarqué pour son originalité, sa réalisation et son jeu d'acteur. Il se démarque aussi par ses réflexions sur la dépression, l'identité et le choix, et ses concepts philosophiques — existentialisme, nihilisme, absurde. Véritable « comédie familiale engloutie dans un blockbuster hypnotique » selon Le Monde, le film rapporte lors de sa sortie 112 millions de dollars, devenant le premier film A24 à franchir la barre des cent millions.
Everything Everywhere All at Once est, selon le site IGN, le film le plus récompensé de tous les temps. Il reçoit onze nominations lors de la 95e cérémonie des Oscars et en obtient sept, ce qui fait de lui le film le plus récompensé de la cérémonie. Il remporte les Oscars du meilleur réalisateur, du meilleur scénario original, du meilleur montage. Michelle Yeoh est sacrée meilleure actrice, tandis que Ke Huy Quan et Jamie Lee Curtis sont récompensés par les Oscars des meilleurs seconds rôles, masculin et féminin. Enfin, le film obtient la récompense suprême en remportant l'Oscar du meilleur film.

## Synopsis

### Première partie:Tout(Everything)
Evelyn Quan Wang est une femme sino-américaine issue des premières générations d'immigrants du pays, qui tient une laverie avec Waymond, son mari. Les tensions montent dans sa famille : la laverie est inspectée par l'IRS ; Waymond essaie désespérément de lui faire signer un acte de divorce ; Gong Gong, son père, vient d'arriver de Hong Kong ; Joy, sa fille, essaye de lui faire accepter sa relation lesbienne avec Becky.
Lors d'un rendez-vous avec Deirdre Beaubeirdre, inspectrice de l'IRS, la personnalité de Waymond change totalement alors que son corps est brièvement emprunté par Alpha Waymond, une version de Waymond venant d'un univers parallèle appelé « l'Alphavers ». Alpha Waymond explique à Evelyn l'existence du multivers, composé de tous les choix faits dans l'univers. Des habitants de l'Alphavers, menés par la regrettée Alpha Evelyn, ont réussi à développer une technologie permettant aux gens d'accéder aux talents, aux souvenirs et au corps de leurs homologues d'univers parallèles, par des « sauts d'univers » en remplissant des conditions loufoques. Le multivers est menacé par Jobu Tupaki, qui se révèle être la version de Joy dans l'Alphavers : son esprit a été scindé après plusieurs expériences de sauts d'univers menées par Alpha Evelyn ; Jobu Tupaki expérimente à présent tous les univers à la fois et peut manipuler la matière et les univers selon sa volonté. Omnipotente, elle a créé un trou noir sous la forme d'un bagel capable de détruire le multivers.
Alpha Waymond donne à Evelyn la technologie nécessaire aux sauts d'univers alors que les sbires de Jobu Tupaki commencent à infiltrer le bureau de l'IRS. Evelyn apprend que Waymond veut divorcer, et découvre ses vies alternatives, dont une où elle est devenue maîtresse de kung-fu et star de cinéma, après avoir refusé de partir de Chine avec Waymond, qui est devenu un important homme d'affaires. Alpha Waymond pense qu'Evelyn, étant la version d'Evelyn la plus ratée de tous les univers, a le pouvoir caché de pouvoir vaincre Jobu Tupaki. Alpha Gong Gong ordonne à Evelyn de tuer Joy afin d'affaiblir Jobu Tupaki, mais Evelyn refuse et décide d'affronter Jobu Tupaki en acquérant les mêmes pouvoirs qu'elle : elle combat alors les sbires de Jobu Tupaki et les soldats d'Alpha Gong Gong avec des sauts d'univers à répétition. Après la bataille, Alpha Waymond est localisé et tué par Jobu Tupaki, et l'esprit d'Evelyn se scinde.

### Deuxième partie:Partout(Everywhere)
Evelyn fait des sauts d'univers dans d'autres univers dont certains très étranges, comme celui où les humains ont des saucisses à la place des doigts et où elle a une relation amoureuse avec Deirdre, et un autre où elle travaille avec Chad, un chef de teppanyaki manipulé par « Ratontouille », un raton laveur. Elle apprend que Jobu Tupaki n'a pas créé le trou noir pour tout détruire, mais pour se détruire elle-même, et cherchait une Evelyn qui puisse la comprendre. Jobu Tupaki pense que la multitude d'univers et le chaos qui en découle font que rien n'a réellement de sens et souhaite simplement ne plus exister.
Dans d'autres univers, les Wang perdent la laverie à cause de leurs dettes, la relation entre Evelyn-saucisse et Deirdre-saucisse prend fin, Evelyn-chef révèle la supercherie de Chad et Waymond-businessman rejette Evelyn-star après leurs retrouvailles. Après une longue discussion philosophique dans plusieurs univers, Evelyn est presque ralliée à la cause de Jobu Tupaki et poignarde le Waymond de son univers. Elle s'apprête à entrer dans le bagel avec Jobu Tupaki mais s'arrête quand elle entend Waymond suppliant la fin du combat, en demandant d'être gentil et d'avoir espoir même dans un univers où rien ne semble avoir du sens. Evelyn vainc les soldats d'Alpha Gong Gong et de Jobu Tupaki non pas en les blessant, mais en trouvant ce qui leur apporte du bonheur grâce à sa connaissance du multivers. Evelyn atteint Jobu Tupaki et lui dit qu'elle n'est pas seule et qu'elle choisira toujours d'être avec elle, peu importe ses choix. Pendant ce temps, dans un autre univers, Evelyn fait face à Gong Gong, se réconcilie avec Waymond et Joy, et trouve un commun accord avec Deirdre. Jobu Tupaki rejette d'abord Evelyn, avant de se retourner et de l'embrasser.

### Conclusion:Tout à la fois(All at Once)
Peu de temps après, les vies et les relations de la famille se sont améliorées : Becky est considérée comme faisant partie de la famille ; Waymond et Evelyn partagent un bref moment romantique pour la première fois depuis longtemps ; ils retournent dans le bureau de Deirdre pour classer leurs taxes. Pendant que Deirdre parle, l'attention d'Evelyn est momentanément attirée par le multivers, mais elle parvient à revenir dans son propre univers.

## Fiche technique
Sauf indication contraire, les informations mentionnées dans cette section peuvent être confirmées par la base de données cinématographiques IMDb,  présente dans la section « Liens externes ».
- Titre original et français : Everything Everywhere All at Once
- Titre québécois : Tout, partout, tout à la fois
- Réalisation et scénario : Daniel Kwan et Daniel Scheinert
- Musique : Son Lux
- Direction artistique : Amelia Brooke
- Décors : Jason Kisvarday
- Costumes : Shirley Kurata
- Photographie : Larkin Seiple (en)
- Montage : Paul Rogers
- Production : Daniel Kwan, Mike Larocca, Anthony et Joe Russo, Daniel Scheinert et Jonathan Wang
  - Coproduction : Allison Rose Carter, Sarah Finn et Jon Read
  - Production déléguée : Eli Bush, Tim Headington, Theresa Steele Page et Josh Rudnick
- Sociétés de production : A24, AGBO Studios, Hotdog Hands, Ley Line Entertainment, IAC et Year of The Rat
- Sociétés de distribution : A24 (États-Unis), Elevation Pictures (Canada), Originals Factory en collaboration avec Pathé Live (France)[3]
- Budget : 25 millions de dollars[4]
- Pays de production :  États-Unis
- Langue originale : anglais, mandarin, cantonais
- Format : couleur — 1,85:1 (format principal) / 2,39:1 (scènes d'action) / 1,33:1 (flashbacks)[5],[6],[7]
- Genre : science-fiction, comédie dramatique, action, aventure
- Durée : 139 minutes
- Dates de sortie :
  - États-Unis : 11 mars 2022 (festival South by Southwest) ; 25 mars 2022 (sortie nationale)
  - France : 28 juin 2022 (Champs-Élysées Film Festival)[8],[9] ; 31 août 2022 (sortie nationale)
- Classification :
  - États-Unis : R

## Distribution
- Michelle Yeoh (VF : Yumi Fujimori ; VQ : Nathalie Coupal) : Evelyn Wang
- Stephanie Hsu (VF : Jessica Monceau ; VQ : Ludivine Reding) : Joy Wang / Jobu Tupaki
- Ke Huy Quan (VF : Guillaume Lebon ; VQ : François Sasseville) : Waymond Wang
- James Hong (VF : Gabriel Le Doze ; VQ : Jacques Lavallée) : Gong Gong
- Jamie Lee Curtis (VF : Véronique Augereau ; VQ : Claudine Chatel) : Deirdre Beaubeirdre
- Tallie Medel (VF : Gwenaëlle Julien ; VQ : Célia Gouin-Arsenault) : Becky
- Jenny Slate (VF : Isabelle Sempéré ; VQ : Stéfanie Dolan) : « Dog Mom »
- Harry Shum Jr (VF : Damien Le Délézir ; VQ : Nicolas Bacon) : Chad
- Audrey Wasilewski : une officière Alpha
- Daniel Scheinert : un manager de district (caméo)
- Randy Newman (VQ : Louis-Philippe Dandenault) : Raccoonie (caméo vocal, non crédité)

 Source et légende : version française (VF) sur RS Doublage et carton de doublage français ; version québécoise (VQ) sur Doublage Québec.

## Production
En mars 2019, la production reçoit un crédit d'impôt pour tourner en Californie. Les réalisateurs annoncent ensuite, en septembre 2019, toujours attendre la validation du projet.

### Attribution des rôles
En août 2018, Michelle Yeoh et Awkwafina sont annoncées dans les rôles principaux d'un « film d'action interdimensionnel » réalisé par le duo de réalisateurs Daniels (Daniel Kwan et Daniel Scheinert) et produit par les frères Anthony et Joe Russo.
Prise par d'autres projets dont, notamment, le tournage de Shang-Chi, Awkwafina quitte le projet en janvier 2020. Stephanie Hsu, James Hong, Ke Huy Quan, et Jamie Lee Curtis rejoignent ensuite la distribution, la première en remplacement d'Awkwafina. Le tournage débute en janvier 2020.

### Développement
L'introduction du narratif queer a commencé dès les premières étapes du projet, lorsque Daniel Kwan a discuté avec ses amis queers qui ont grandi avec des parents immigrés. Kwan a déclaré à USA Today que ses amis étaient souvent confrontés au fait que leur identité était ignorée ou balayée d'un revers de main, leurs parents estimant qu'il s’agit d'une « phase » passagère. Il n'y a pas de confrontation majeure, mais ils se retrouvent à devoir faire leur coming out à plusieurs reprises. Cette lutte permanente pour la reconnaissance ressemble à un lent effacement de ce qu'ils sont vraiment, puisqu'ils se battent continuellement pour être vus et acceptés. L'observation attentive de Kwan sur la façon dont l'identité queer se croise avec chaque partie de la vie est ce qui rend la narration queer dans le film si puissante.
Bien que le cinéma queer se soit imposé sur la scène du cinéma indépendant en Amérique du Nord et en Europe, cette liberté n'existe pas partout ailleurs dans le monde, en particulier en Chine. Les activistes et les organisations queer en Chine ne peuvent agir qu'en secret, ce qui fait du cinéma queer en Chine un outil de résistance.
Les Daniels ont insisté pour conserver le thème de l'homosexualité, même si cela signifiait que le film ne sortirait pas en Chine. Ils ont expliqué aux distributeurs étrangers que s'il fallait censurer d'autres parties du film, mais conserver l'intrigue gay, ils seraient ravis. Kwan a souligné que le film ne fonctionnerait pas sans cela, car la sexualité de Joy est cruciale pour l'intrigue.

## Accueil

### Accueil critique
En France, le site Allociné propose une moyenne de 3,9⁄5, à partir de l'interprétation de 34 critiques de presse. Le site Rotten Tomatoes donne une note de 95 % pour 341 critiques. Le site Metacritic donne une note de 81⁄100 pour 54 critiques.
Les critiques de presse sont très élogieuses à l'égard du film, ne laissant que peu de place aux appréciations négatives.
Pour la critique du site Film Actu, le film est une « véritable déclaration d’amour au septième art pleine de trouvailles et de bizarreries génialissimes, Everything Everywhere all at once est le genre de claque cinématographique qui fait incroyablement du bien. Le Multiverse comme vous ne l'avez jamais vu sur grand écran. ». Pour GQ, le film est tout simplement « inclassable, [et] explore une multitude de genres du cinéma avec une gourmandise jamais factice ou opportuniste ».
Pour Le Parisien, « au final, on rit beaucoup, on est bluffé par une telle créativité, et on est ému par les conséquences de ce voyage virtuel pour cette mère de famille, qui pourraient tous nous concerner ».
Selon Écran Large, « Everything Everywhere All at Once réussit l’exploit d’être un pur chaos organisé, un bijou d’orfèvrerie tourné vers le n'importe quoi pour pleinement embrasser son délire cosmique… et revenir à la simple échelle de ses touchants personnages. Brillant ».
Parmi les critiques les plus négatives, on peut retrouver celle du site Critikat qui trouve « dommage qu’un film obnubilé par l’infinité vertigineuse des possibles se révèle, sous sa surface rutilante, aussi convenu. ». Pour Le Monde, « en roue libre, les « Daniels » confondent grand n’importe quoi et licence poétique. ».

### Box-office
Le premier jour de sa sortie en France, le film réalise 26 199 entrées (ce qui inclut 10 130 en avant-première), pour 479 copies, se positionnant sur la seconde place du box-office des nouveautés derrière La Dégustation (32 250) et devant Avec amour et acharnement (15 072). Au bout d'une première semaine d'exploitation dans les salles obscures françaises, le long-métrage sur le multivers inverse sa place du premier jour d'exploitation avec celle du film La Dégustation, ce dernier ayant réalisé 125 997 contre 132 121 pour Everything Everywhere All at Once. En seconde semaine, le film chute de trois places pour une quatrième position avec 76 098 entrées, derrière Revoir Paris (142 841) et devant Bullet Train (71 285). En troisième semaine, le long-métrage réalise 55 329 entrées, chutant à la neuvième place du box-office, derrière Bullet Train (55 892) et devant La Dégustation (51 821),.
| Pays ou région    | Box-office      | Date d'arrêt du box-office                   | Nombre de semaines |
| ----------------- | --------------- | -------------------------------------------- | ------------------ |
| États-Unis Canada | 77 191 785 $    | 6 octobre 2022 13 avril 2023 (repasse 2023)  | 28 11              |
| France            | 436 224 entrées | 1er novembre 2022 23 mai 2023 (repasse 2023) | 9 11               |
| Total mondial     | 139 305 735 $   | -                                            | -                  |

## Distinctions

### Récompenses
- Saturn Awards 2022 : 
  - Meilleur film fantastique
  - Meilleure actrice pour Michelle Yeoh
  - Meilleur acteur dans un second rôle pour Ke Huy Quan
- Golden Globes 2023 : 
  - Meilleure actrice dans un film musical ou une comédie pour Michelle Yeoh
  - Meilleur acteur dans un second rôle pour Ke Huy Quan
- BAFTA 2023 : 
  - Meilleur montage
- Oscars 2023 :
  - Meilleur film
  - Meilleure réalisation
  - Meilleur scénario original
  - Meilleure actrice pour Michelle Yeoh
  - Meilleur acteur dans un second rôle pour Ke Huy Quan
  - Meilleure actrice dans un second rôle pour Jamie Lee Curtis
  - Meilleur montage
- Prix Nebula : prix Ray-Bradbury 2022 pour la meilleure approche dramatique pour Daniel Kwan et Daniel Scheinert

### Nominations
- Golden Globes 2023 : 
  - Meilleur film musical ou de comédie
  - Meilleure réalisation
  - Meilleur scénario
  - Meilleure actrice dans un second rôle pour Jamie Lee Curtis
- Oscars 2023 :
  - Meilleure actrice dans un second rôle pour Stephanie Hsu
  - Meilleure bande originale
  - Meilleure chanson originale
  - Meilleurs costumes

### Sélection
- Champs-Élysées Film Festival 2022 : film de clôture[8],[9]

## Analyse

### Culture
De nombreuses références à la pop culture et easter eggs émaillent le film, que ce soit sous la forme de thématiques récurrentes ou de simples clins d'œil.
Sous la thématique du rapport à la réalité, la trilogie Matrix est régulièrement référencée : la scène où Evelyn est guidée par Alpha Waymond dans son open space rappelle ainsi le premier contact téléphonique entre Néo et Morpheus, ou encore la course poursuite entre Deirdre, la contrôleuse des impôts, et Evelyn rappelle la poursuite de Néo par l'Agent Smith.
D'autre références sont plus humoristiques et contribuent à l'atmosphère absurde du film. Ratatouille, Kill Bill, 2001, l'Odyssée de l'espace, ou encore In the Mood for Love inspirent ainsi les univers parallèles dans lesquels se projette Evelyn,,,,.

### Sous-texte sociétal et familial
De nombreux articles de presse ont évoqué le thème mère-fille abordé dans le film Everything Everywhere All at Once. À commencer par la relation des réalisateurs avec leurs propres mères. Selon Mashable, les réalisateurs, les Daniels, prennent souvent le risque d'utiliser un humour gras ou absurde à un niveau qui peut rebuter le public. Ces derniers déclarent se fixer comme limite de ne pas dépasser ce qui pourrait choquer leur propre mère. Par ailleurs, ils ont exprimé leur intention d'adresser un message en sous-texte à leurs mères grâce au film. Ils déclarent : « Ce film est presque le moyen pour nous de montrer que nous avons de l'empathie pour les difficultés que nos parents ont eues ».
De son côté, Vox souligne que ce film s'inscrit dans une tendance actuelle de mettre en lumière les difficultés des relations entre mères et enfants. Le site parle de "ces films où les mères demandent pardon". Dans ce cas précis, le film explore une relation abusive entre une mère et sa fille, à tel point que cette dernière devient le super vilain de l'histoire. Ces films mettent en scène des mères qui réfléchissent sur leurs propres comportements et envisagent la possibilité de s'excuser auprès de leur progéniture. Le site nomme le genre « fantasme d'excuse parentale pour millenials ».
BuzzFeed a également abordé cette thématique en relatant l'expérience d'une personne ayant regardé ce film avec sa mère. Le titre de l'article, « J'ai regardé Everything Everywhere All at Once avec ma mère et nous avons pleuré toutes les deux », évoque les sujets complexes tels que le traumatisme transgénérationnel et la difficile connexion émotionnelle mère-fille dans les familles immigrées.

### Le renversement des rôles traditionnels de genre
Evelyn Wang joue un rôle non traditionnel pour une femme. Contrairement à la représentation des mères immigrées, qui sont souvent décrites comme des soignantes ou des femmes au foyer, Evelyn est la principale décideuse du ménage. Elle est également présentée comme un personnage fort, indépendant et complexe qui sauve activement sa famille, remettant en cause les rôles passifs ou subordonnés souvent attribués aux femmes. Dans ce voyage multiversel, elle rencontre différentes versions d'elle-même qui remettent en question les normes traditionnelles de genre qu'elle doit respecter en tant qu'épouse et mère d'une famille d'immigrés. D'autre part, Waymond Wang, le mari d'Evelyn, est dépeint comme un homme nourricier, sensible et évitant les conflits, traditionnellement associé à la féminité. Son approche de la vie, axée sur la gentillesse et la compréhension émotionnelle, s'avère être la clé de la résolution des conflits et défie l'idée que la force et l'agression sont les seuls moyens de réussir. Cette inversion des rôles entre Evelyn et Waymond perturbe la dynamique typique des genres.
Initialement, le film encourage les spectateurs à considérer le comportement de Waymond comme inefficace par rapport à l'assurance d'Evelyn. Cependant, lorsque l'histoire progresse, la gentillesse et l'intelligence émotionnelle de Waymond se révèlent être ses points forts et, dans de nombreux cas, les sauvent. Ce renversement remet en question les rôles traditionnels des hommes et des femmes, en montrant que les caractéristiques qualifiées de « féminines » peuvent être tout aussi puissantes. En fin de compte, le film critique les normes rigides en matière de genre, encourageant l'authenticité et l'expression de soi plutôt que de se conformer aux attentes de la société en matière de masculinité et de féminité.

### Sous-texte de l'homosexualité
Mélangeant des éléments de l'identité queer avec des thèmes plus larges de traumatisme générationnel, de dynamique familiale et d'existentialisme, Jobu Tupaki donne à Joy un caractère complexe au-delà de sa sexualité. La sexualité de Joy Wang est au cœur de la narration du film, en particulier dans sa relation difficile avec sa mère Evelyn Wang. Son orientation homosexuelle est fondamentale pour le développement du personnage et l'arc émotionnel global de l'histoire. La lutte de Joy pour être vue et acceptée pour ce qu'elle est, en particulier par sa mère, est parallèle à la crise existentielle plus importante qu'elle traverse dans le multivers en tant que Jobu Tupaki. L'alter ego de Joy, Jobu Tupaki, dans le multivers peut être interprété comme une métaphore de son identité queer. Jobu représente les contraintes auxquelles sont confrontées les personnes homosexuelles qui tentent de se conformer aux attentes de la société ou de la famille, incarnant ce sentiment commun d'étouffement face aux possibilités. Le désir de Jobu Tupaki de ramener tous les univers dans le « everything bagel » exprime le sentiment de désespoir et d'aliénation souvent associé à la lutte pour l'identité dans un monde qui ne l'accepte pas. Le message d'amour et de connexion d'Evelyn contrebalance le nihilisme extrême de Jobu Tupaki, montrant qu'il est possible de trouver la paix et l'appartenance après un voyage difficile et isolant vers l'acceptation de soi.
La lutte de Joy contre le manque de visibilité est évidente dès le début du film, lorsque sa mère Evelyn ignore sa tentative de faire son coming-out auprès de son grand-père. Cela met en évidence les obstacles auxquels les femmes homosexuelles de couleur sont souvent confrontées, en étant invisibles ou rejetées au sein de leur propre famille et de leur communauté au sens large. Les interférences d'Evelyn avec les efforts de Joy pour exprimer son identité reflètent la façon dont la société réduit au silence et marginalise les femmes homosexuelles de couleur. La représentation de Jobu Tupaki comme une force chaotique et menaçante qu'il faut arrêter reflète la façon dont les femmes queer de couleur sont perçues comme des marginales, incapables de correspondre aux attentes de la société. Ultimement, Jobu transcende les binaires identitaires, atteignant un état où les étiquettes telles que la sexualité deviennent insignifiantes. Cela fait d'elle un personnage radicalement queer, qui met en question les normes et les attentes imposées aux personnes ayant des identités intersectionnelles, et qui montre la complexité et la fluidité de l'identité au-delà des constructions sociétales.

#### Du point de vue des immigrés
Evelyn prétend accepter la sexualité de sa fille Joy, mais la considère en privé comme une source de honte. Lorsque Joy ramène sa petite amie Becky à la maison, Evelyn se montre mal à l'aise, se plaignant de sa présence et se trompant même sur le genre de Becky, en l'excusant par des différences de langage. Evelyn se moque également des vêtements masculins de Becky, adhérant ainsi à des normes strictes en matière de genre. Lorsque Joy tente de présenter Becky à son grand-père, Evelyn la rejette en disant qu'elle n'est qu'une « très bonne amie », ce qui reflète la résistance d'Evelyn à reconnaître pleinement l'identité de Joy. Cependant, la relation tendue d'Evelyn avec Joy n'est pas uniquement due à l'homophobie, mais aussi à un traumatisme familial plus profond et au poids des attentes asiatiques traditionnelles. En tant qu'immigrante de deuxième génération, Joy est soumise à une pression énorme pour répondre à des normes scolaires et sociales qu'elle ne peut pas remplir. Sa mère, toujours aux prises avec ses propres difficultés, voit dans l'homosexualité de Joy une autre forme de rébellion, ce qui ne fait qu'accentuer le fossé générationnel et culturel qui les sépare.
Pour de nombreux Américains d'origine asiatique et immigrés, le fait d'être homosexuel est profondément lié à leurs antécédents culturels et familiaux, qui soutiennent souvent des valeurs traditionnelles en contradiction avec leur identité sexuelle ou de genre. Dans de nombreuses familles d'immigrés asiatiques, les devoirs familiaux, les rôles de genre et l'hétérosexualité font l'objet d'attentes culturelles fortes. Et l'homosexualité est souvent perçue comme quelque chose qui ne correspond pas aux normes attendues. L'identité queer de Joy est une source de tension entre elle et sa mère. L'hésitation d'Evelyn à reconnaître l'homosexualité de Joy devant son père s'explique par la crainte de voir les valeurs traditionnelles s'opposer à l'identité moderne. Cette situation est familière à de nombreux Américains d'origine asiatique homosexuels. Ils luttent contre la pression exercée pour préserver l'honneur de la famille et répondre aux attentes traditionnelles, tout en essayant d'exprimer leur identité propre. Les parents immigrés de la première génération, comme Evelyn, adhèrent souvent à des valeurs plus conservatrices pour préserver leur identité culturelle dans leur quête de stabilité dans un pays étranger. Les immigrés de deuxième génération comme Joy, en revanche, ont une vision plus libérale de l'identité et de la sexualité, car ils ont grandi dans la société occidentale. En raison de ce conflit générationnel, il peut être difficile pour les parents d'accepter la conception plus fluide de l'identité et de la sexualité de leurs enfants. Être homosexuel et faire partie d'une communauté immigrée signifie naviguer entre deux identités marginalisées. Les Asiatiques américains queer se sentent souvent exclus de leur communauté ethnique en raison de leur identité queer et sont confrontés à des stéréotypes raciaux au sein de la communauté LGBTQ+ au sens large. Ce sentiment d'être pris entre deux mondes est métaphoriquement dépeint dans le voyage multiversel de Joy en tant que Jobu Tupaki, où son sentiment d'être partout et nulle part reflète l'expérience d'être entre les cultures, les identités et les mondes que rencontrent beaucoup d'Asiatiques-Américains queer.